# 北条有時
北条 有時（ほうじょう ありとき）は鎌倉時代前期から中期にかけての武将。北条氏の一門。父は鎌倉幕府2代執権北条義時。3代執権北条泰時の異母弟にあたる。母は側室で伊佐朝政の娘。伊具流北条氏の祖。初代執権北条時政の孫で、源頼朝正室の北条政子は伯母にあたる。

## 経歴
義時の4男であるが、通称は六郎であり、義時の葬儀の際の序列は、正室所生の弟政村・実泰より下位の最後尾に位置づけられている。
承久3年（1221年）の承久の乱では異母兄泰時に随伴して京都へ進撃する軍勢に参加した。将軍の近習、鶴岡八幡宮奉幣使などを歴任。仁治2年（1241年）、42歳の時に評定衆に選抜され、同年に辞任を申請するも受理されなかった。2年後の寛元元年（1243年）に病を理由に引退し、以降、文永7年（1270年）に71歳で没するまで出仕することはなかった。
『吾妻鏡』ではその出産記事があること、また仁治2年（1241年）11月30日条には他の記事への追記で有時のことが記されていることから、有時の子孫に伝わる記録が『吾妻鏡』の編纂資料の一部として使われた可能性もある。
讃岐国守護職を務めており、この守護職は宝治合戦で衰亡した三浦氏のものを譲渡されたという。

## 年譜
- 1200年（正治2年）5月25日生であることが『吾妻鏡』に記されている[2]。
- 1222年（貞応元年）12月21日 大炊助
- 1232年（貞永元年）6月29日 従五位下、同日民部少輔
- 1237年（嘉禎3年）7月13日 従五位上、民部少輔を辞す。同年11月29日駿河守
- 1241年（仁治2年）6月7日 正五位下、同年評定衆であることが『吾妻鏡』で確認される。
- 1243年（寛元元年）『吾妻鏡』3月19日条にまで活躍していることが確認される[4]。
- 1270年（文永7年） 3月1日出家（法名蓮忍）、同日卒。71歳